# Сивково
Си́вково (рос. Сивково) — село у складі Частоозерського округу Курганської області, Росія.
Населення — 349 осіб (2010, 506 у 2002).
Національний склад станом на 2002 рік:
- росіяни — 83 %